# Unterweser Reederei
Die Unterweser Reederei GmbH (URAG) wurde 1890 als Schleppschifffahrtsgesellschaft Unterweser (SGUW) in Bremen gegründet und 1922 in Unterweser Reederei Aktiengesellschaft umbenannt.

## Geschichte

### Gründung 1890

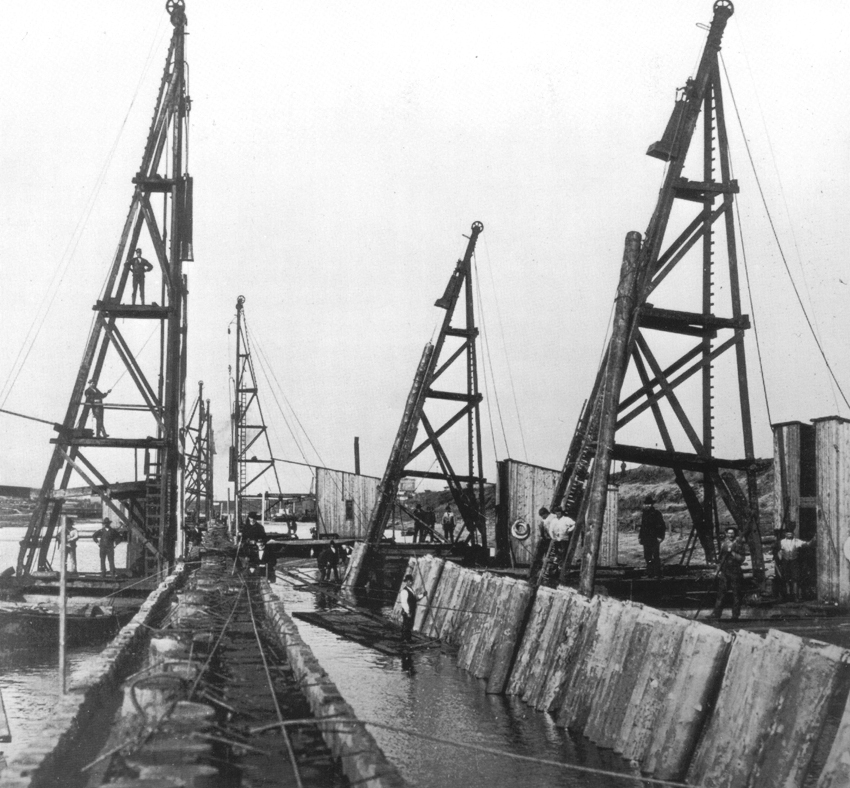
Rammarbeiten zur Weserkorrektion zwischen 1887 und 1895

Von Bremer Kaufleuten wurde das Unternehmen 1890 mit 500.000 Mark Kapital unter dem Namen Schleppschifffahrtsgesellschaft Unterweser (SGUW) gegründet, da im Juli 1887 die Weserkorrektion begann und für den zunehmenden Schiffsverkehr nach Bremen Schleppassistenz benötigt wurde. Für größere Schiffe war noch längere Zeit ein Leichtern in Kähne erforderlich, die von Schleppern nach Bremen geschleppt wurden. 1891 gehörten acht Schlepper mit insgesamt rund 975 PS zur Flotte und zehn Schleppkähne mit insgesamt rund 3.000 tdw. Nach Fertigstellung des Dortmund-Ems-Kanals wurde dafür eine Kanalflotte von 16 Seekähnen, sechs Kanalkähnen und einem Seeschlepper beschafft und hier eingesetzt. Um 1900 begann die SGUW einen Leichterverkehr für die Ostseefahrt, dazu wurden weitere vier Schleppdampfer und seefähige Leichter angeschafft. 1912 fuhren bereits 29 Schleppdampfer und rund 50 Leichter für die SGUW.

### Schlepper und Frachtdampfer

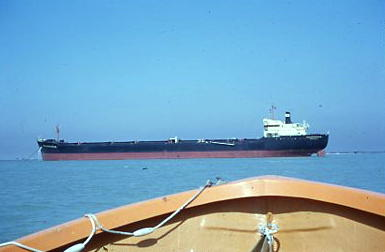
Eschersheim auf Reede vor Egmont Key, Florida

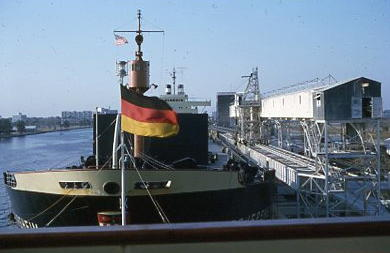
Eschersheim von Hahnentor aus gesehen vor der Phosphatanlage in Tampa, Florida

Mit der Weser erwarb die Gesellschaft Anfang 1915 den ersten Frachtdampfer, um den Transport von Gütern nicht nur auf den Leichterverkehr zu beschränken. Der Erste Weltkrieg reduzierte die Flotte, jedoch wurde die „Kanalflotte“ kurz vor dem Kriegsausbruch verkauft. Der Frachter Weser musste nach dem Krieg abgeliefert werden. Die Metallgesellschaft erwarb erste Aktien der SGUW; 1920 besaß sie die Aktienmehrheit. Es wurden drei Frachtschiffe, die Bockenheim, Gonzenheim und die Heddernheim gekauft, um den Erztransport für die Metallgesellschaft zu übernehmen. Auch um zu dokumentieren, dass nicht nur Schleppschifffahrt betrieben wird, erfolgte 1922 die Umbenennung der Gesellschaft in Unterweser Reederei Aktiengesellschaft, die allgemein unter der Kurzform URAG bekannt ist.
In den nächsten Jahren mit Inflation, Drittem Reich und damit verbundener Devisenbewirtschaftung sowie Gleichschaltung konnte die URAG ihre Flotte weiter ausbauen und modernisieren. Die Flotte wurde dabei weiter umstrukturiert und modernisiert. 1936 wurde in Hamburg eine Zweigniederlassung gegründet. Wie die meisten Reedereien wurde auch die URAG vom Kriegsausbruch überrascht. Daher ging die von den Engländern aufgebrachte Gonzenheim verloren.

### Wiederaufbau der Schlepper- und Frachterflotte
Dass nach dem Zweiten Weltkrieg Bremerhaven zum amerikanischen Nachschubhafen wurde, war ein Glücksfall für die URAG. Neben den Schleppdiensten wurde auch die Frachterflotte wieder ausgebaut. 1953 verfügte die URAG über 18 Schlepper und die Gesamttragfähigkeit der Frachter betrug 65.000 tdw. Im Rahmen der ständigen Modernisierungen wurde ab 1959 bei Schlepperneubauten der Voith-Schneider-Antrieb eingeführt. Die Reederei schätzte die Vorteile hoch ein, sodass dieser Antrieb inzwischen für die URAG-Schlepper zum Standardantrieb wurde. Neben der normalen Schleppassistenz in den Häfen wurden zunehmend Schleppaufträge nach Übersee angenommen, die mit den stärksten Schleppern ausgeführt wurden. Hatten die ersten Schlepper der Reederei um 100 PS, waren die Leistungen inzwischen um den Faktor 15 gestiegen, die Überseeschlepper hatten dagegen sogar rund 4000 PS.
1962 wurden die zwei Massengutfrachter Eckenheim und Langelsheim in Dienst gestellt. Weitere Massengutfrachter waren Ginnheim, Berkersheim und Praunheim. Die Schiffe waren nach Stadtteilen von Frankfurt am Main benannt, bis auf Langelsheim, dem Standort der ebenfalls zur Metallgesellschaft gehörenden Hans-Heinrich-Hütte.

### Wechsel der Eigentümer
1989 wurde der 100-prozentige Anteil an der URAG von der Metallgesellschaft auf die Lehnkering Montan Transport (heute VTG-Lehnkering AG) übertragen. Die URAG übernahm von Hapag-Lloyd die Schlepp-Reederei Lütgens & Reimers (L&R) zu 100 % und 20 % der Schlepperflotte vom Norddeutschen Lloyd.
1999 wurde Lehnkering Montan Transport dem Preussag-Konzern der Hapag-Lloyd AG angegliedert.
2001 wurde die URAG mit der Reedereigemeinschaft Forschungsschiffahrt und der Wiking Helikopter Service an das mittelständische Familienunternehmen Linnhoff Schiffahrt in Buxtehude verkauft.
2017 verkaufte Linnhoff Schiffahrt ihre Schlepperreedereien URAG und Lütgens & Reimers (L&R) an Boluda Towage, die zum spanischen Schifffahrtsunternehmen Boluda Corporación Marítima gehört, das bereits über eine Flotte von über 200 Schleppern verfügt, die in Häfen in Spanien, Frankreich, Nordafrika und Lateinamerika operieren. Zur Verwaltung der beiden Schleppreedereien in Deutschland wurde die neue Gesellschaft Boluda Deutschland in Bremen gegründet.

## Dienstleistung und Flotte

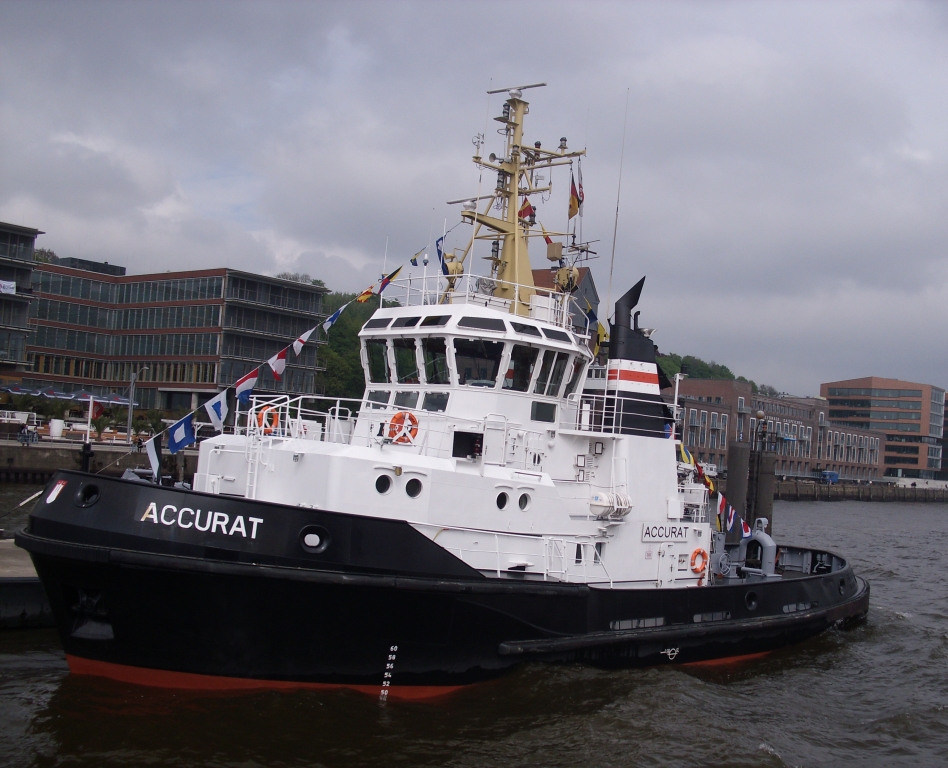
Der Hamburger Schlepper Accurat von Lütgens & Reimers

Hauptbetätigungsfeld der URAG ist die Schlepperassistenz in den Häfen von Bremerhaven, Bremen, Nordenham, Brake und Wilhelmshaven. Neben den Hafenschleppern verfügt die URAG über mehrere Schiffe, die auch auf hoher See für die Bergung und Unterstützung von Offshorebauwerken eingesetzt werden können.
Die Tochterreederei Lütgens & Reimers besitzt heute eine Flotte von fünf Voith-Schneider-Schleppern. Die Accurat, eingechartert von der URAG, und die Constant werden zurzeit in der Seeschiffsassistenz im Hamburger Hafen, auf der Unterelbe und in Bützfleth eingesetzt. Drei weitere Schlepper, die Brake, die Grohn und die Turm, sind in Bareboat-Charter bei der URAG. Für den Festmacherservice werden drei Festmacherboote und „Mooring Cars“ betrieben.
| Name              | Baujahr | Vermessung | Pfahlzug | Leistung | Einsatzspektrum                             | Schiffsdetails           |
| ----------------- | ------- | ---------- | -------- | -------- | ------------------------------------------- | ------------------------ |
| Accurat           | 1993    | 368 BRZ    | 46 tbp   | 3200 kW  | Hafen-, Langstrecken- und Bergungsschlepper |                          |
| VB Berne          | 1985    | 229 BRZ    | 25,5 tbp | 1600 kW  | Hafen- und Bergungsschlepper                | Datenblatt (PDF; 572 kB) |
| VB Blexen         | 1988    | 219 BRZ    | 25,5 tbp | 1600 kW  | Hafen- und Bergungsschlepper                | Datenblatt (PDF; 673 kB) |
| VB Blumenthal     | 1990    | 219 BRZ    | 30,4 tbp | 2000 kW  | Hafen- und Bergungsschlepper                | Datenblatt (PDF; 684 kB) |
| VB Brake          | 1983    | 218 NRZ    | 25,5 tbp | 1600 kW  | Hafen- und Bergungsschlepper                | Datenblatt (PDF; 1 MB)   |
| Bremen            | 1993    | 358 BRZ    | 46 tbp   | 3200 kW  | Hafen-, Langstrecken- und Bergungsschlepper |                          |
| VB Bremen Fighter | 2004    | 1262 BRZ   | 120 tbp  | 5940 kW  | Ankerziehschlepper                          | Datenblatt (PDF; 703 kB) |
| Bremerhaven       | 1993    | 358 BRZ    | 46 tbp   | 3200 kW  | Hafen-, Langstrecken- und Bergungsschlepper | Datenblatt (PDF; 545 kB) |
| Constant          | 1987    | 218 BRZ    | 30,5 tbp | 3680 kW  | Hafen- und Bergungsschlepper                | Datenblatt (PDF; 314 kB) |
| VB Geeste         | 2010    | 377 BRZ    | 90 tbp   | 5304 kW  | Hafen-, Langstrecken- und Bergungsschlepper | Datenblatt (PDF; 2,1 MB) |
| VB Hunte          | 2010    | 377 BRZ    | 90 tbp   | 5304 kW  | Hafen-, Langstrecken- und Bergungsschlepper | Datenblatt (PDF; 2,1 MB) |
| VB Jade           | 2000    | 518 BRZ    | 71 tbp   | 5000 kW  | Hafen-, Langstrecken- und Bergungsschlepper | Datenblatt (PDF; 764 kB) |
| Rotesand          | 1976    | 256 BRZ    | 34 tbp   | 1764 kW  | Hafen-, Langstrecken- und Bergungsschlepper |                          |
| Turm              | 2001    | 452 BRZ    | 54 tbp   | 3744 kW  | Hafen-, Langstrecken- und Bergungsschlepper | Datenblatt (PDF; 680 kB) |
| Weser             | 2000    | 518 BRZ    | 71 tbp   | 5000 kW  | Hafen-, Langstrecken- und Bergungsschlepper | Datenblatt (PDF; 601 kB) |
| VB Wilhelmshaven  | 1998    | 359 BRZ    | 51 tbp   | 3690 kW  | Hafen- und Bergungsschlepper                | Datenblatt (PDF; 973 kB) |

## Galerie

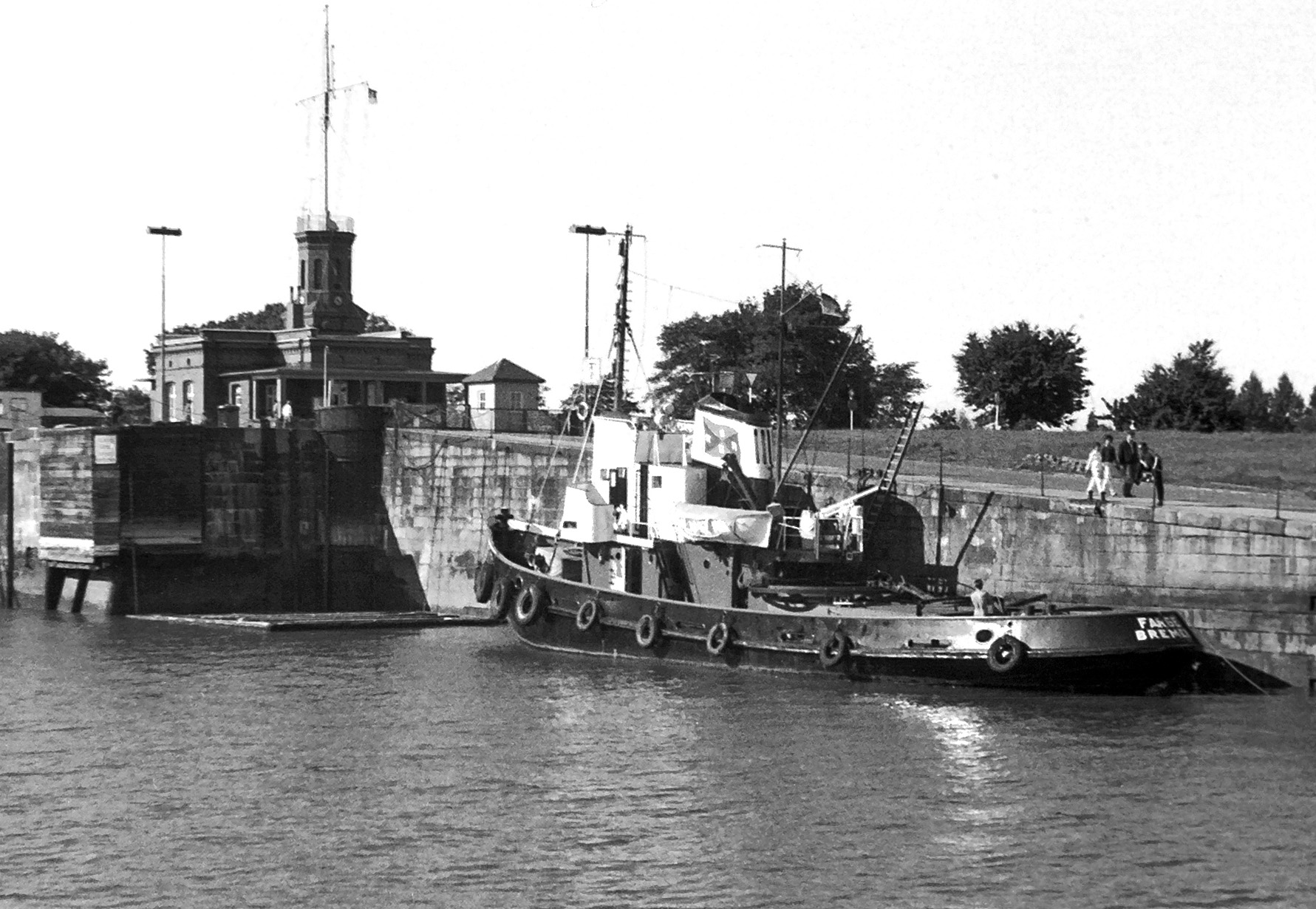
Farge 1963 in Wilhelmshaven
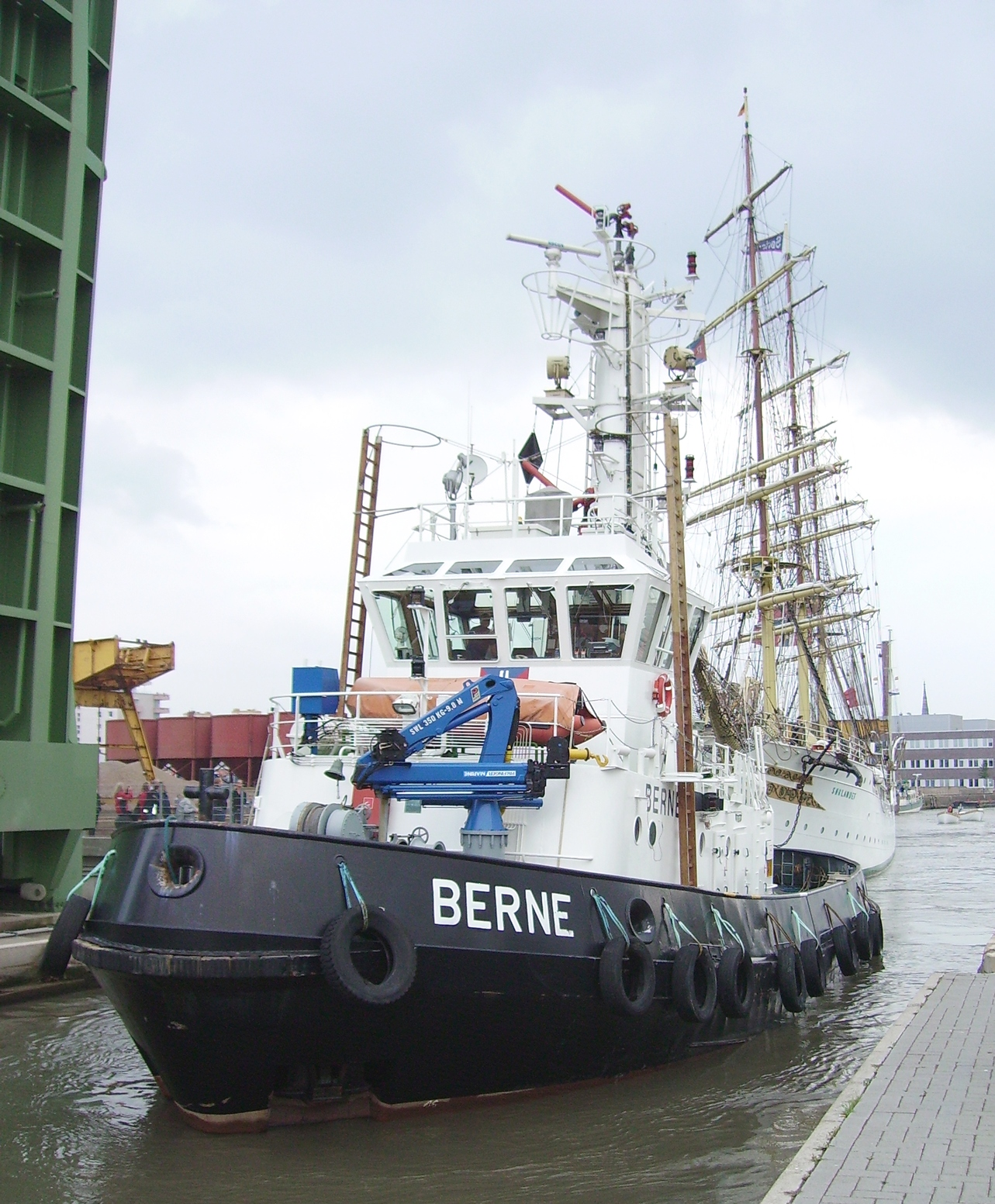
Berne
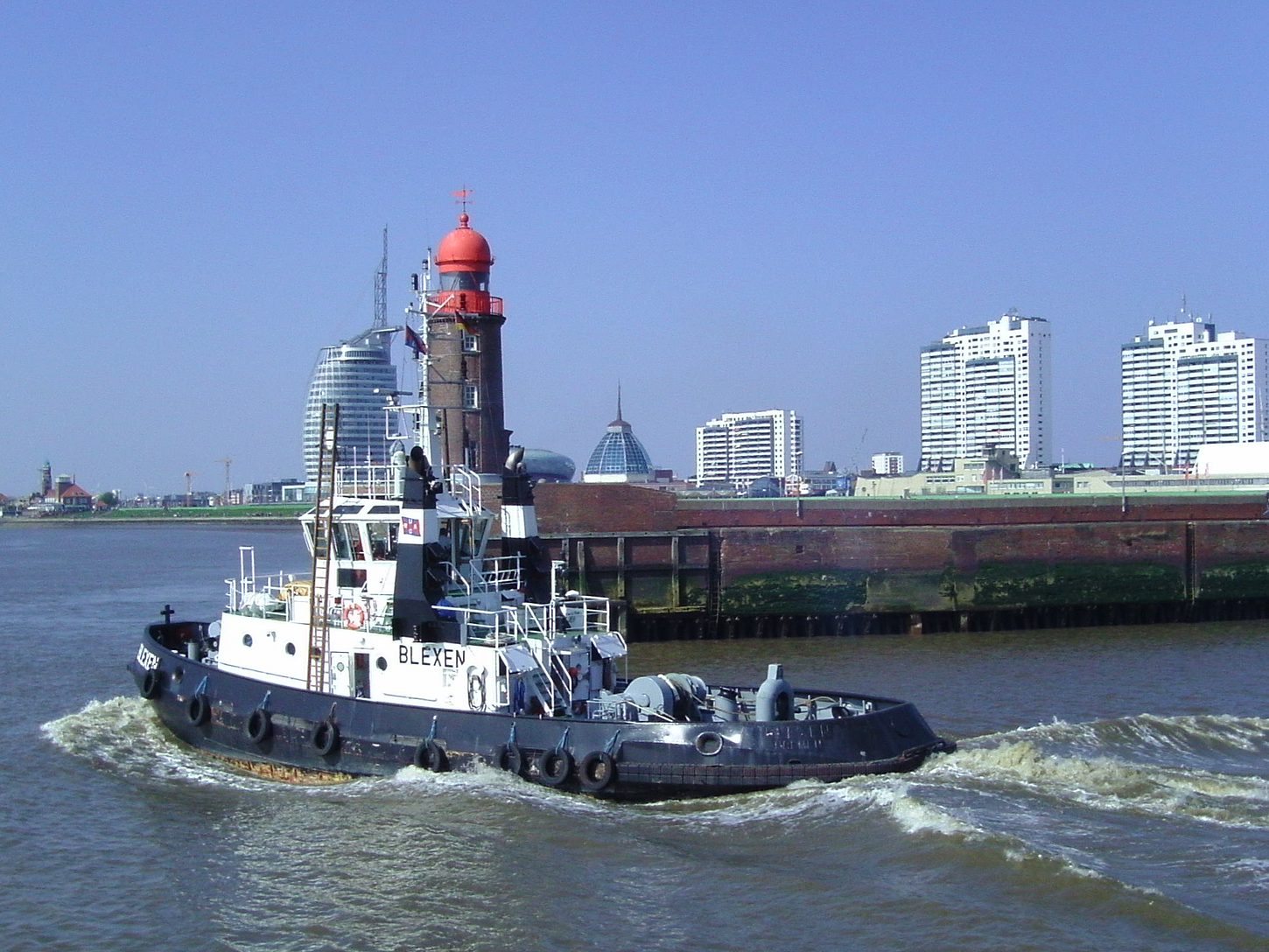
Blexen
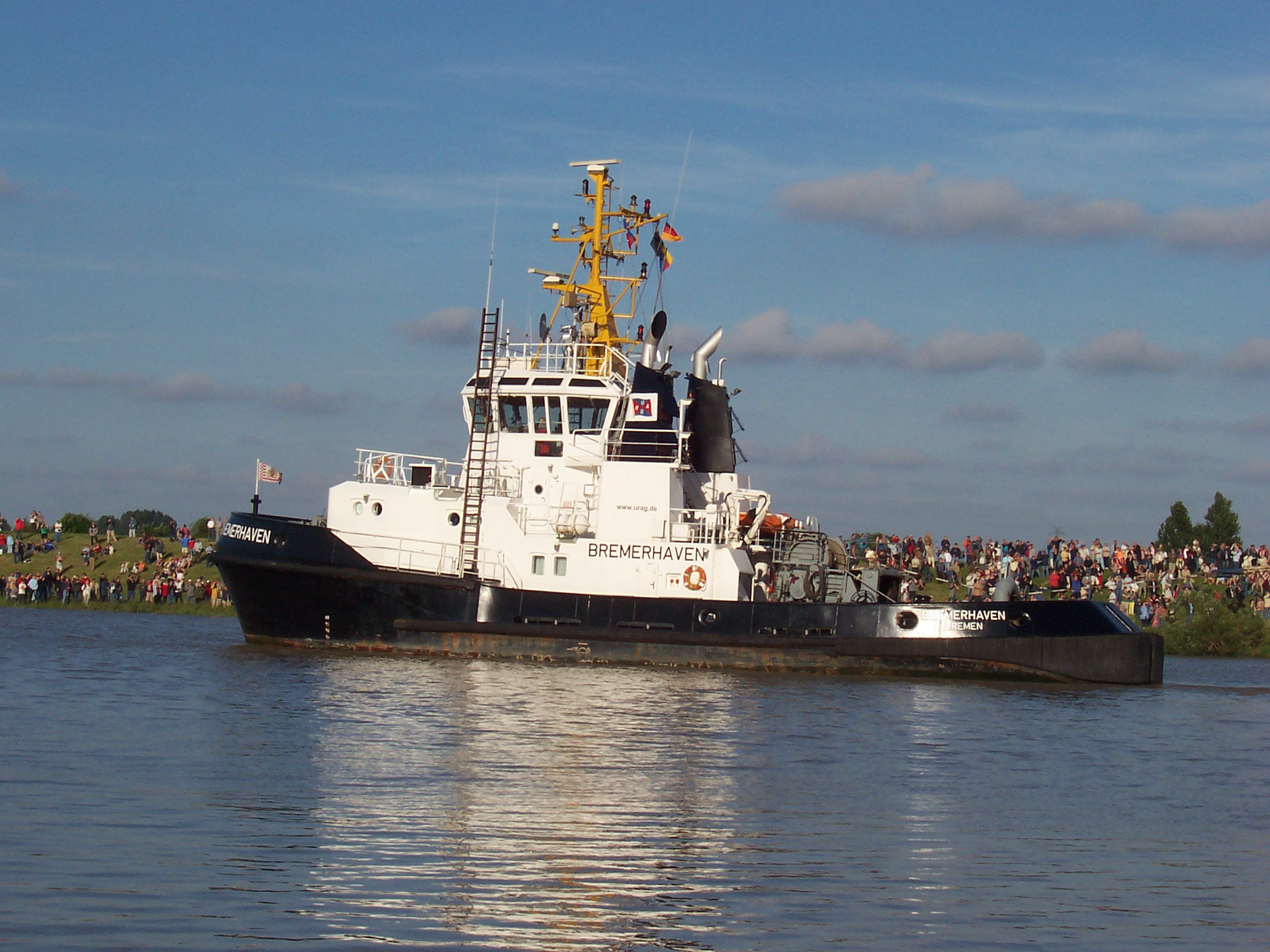
Bremerhaven
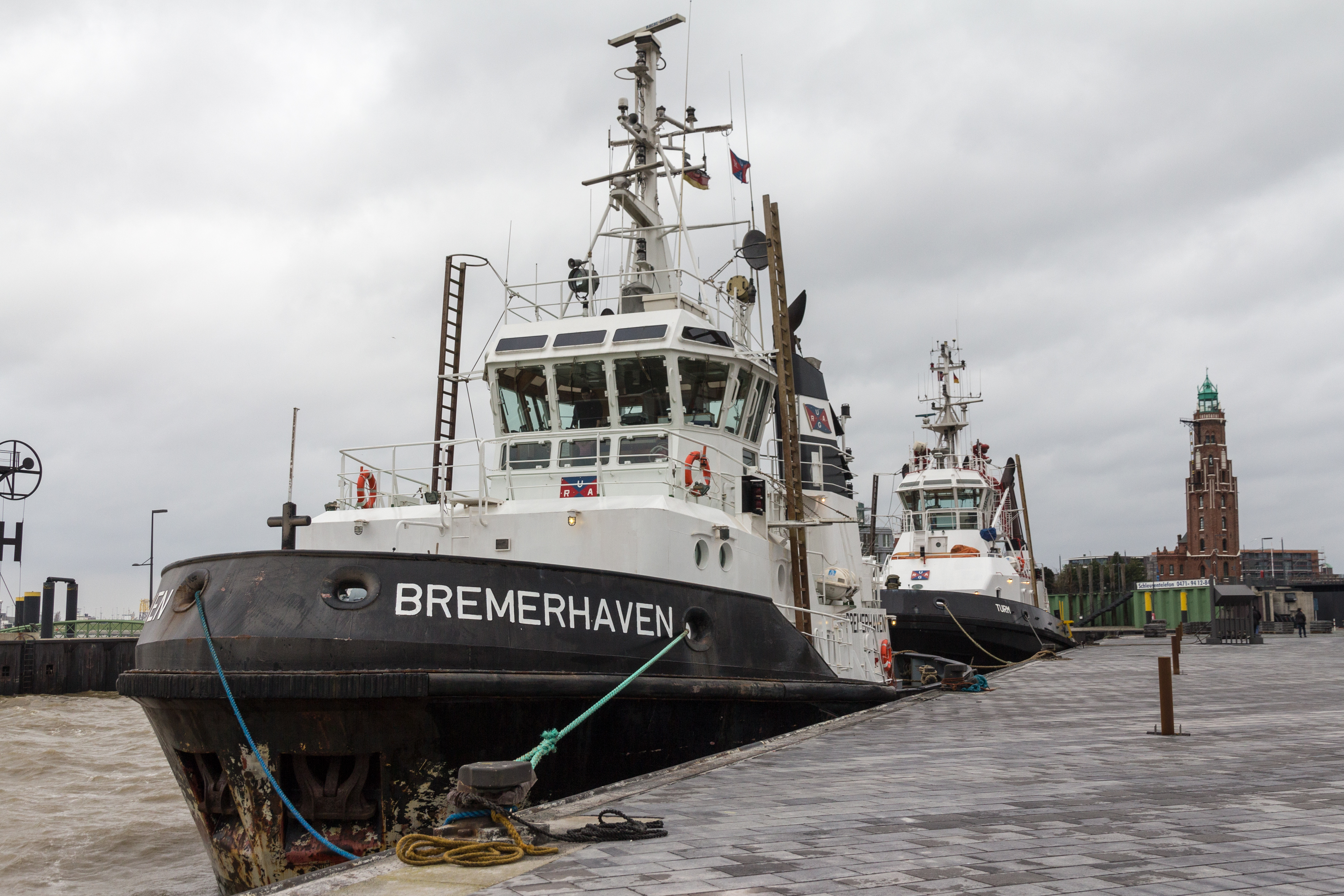
Bremerhaven und Turm in Bremerhaven
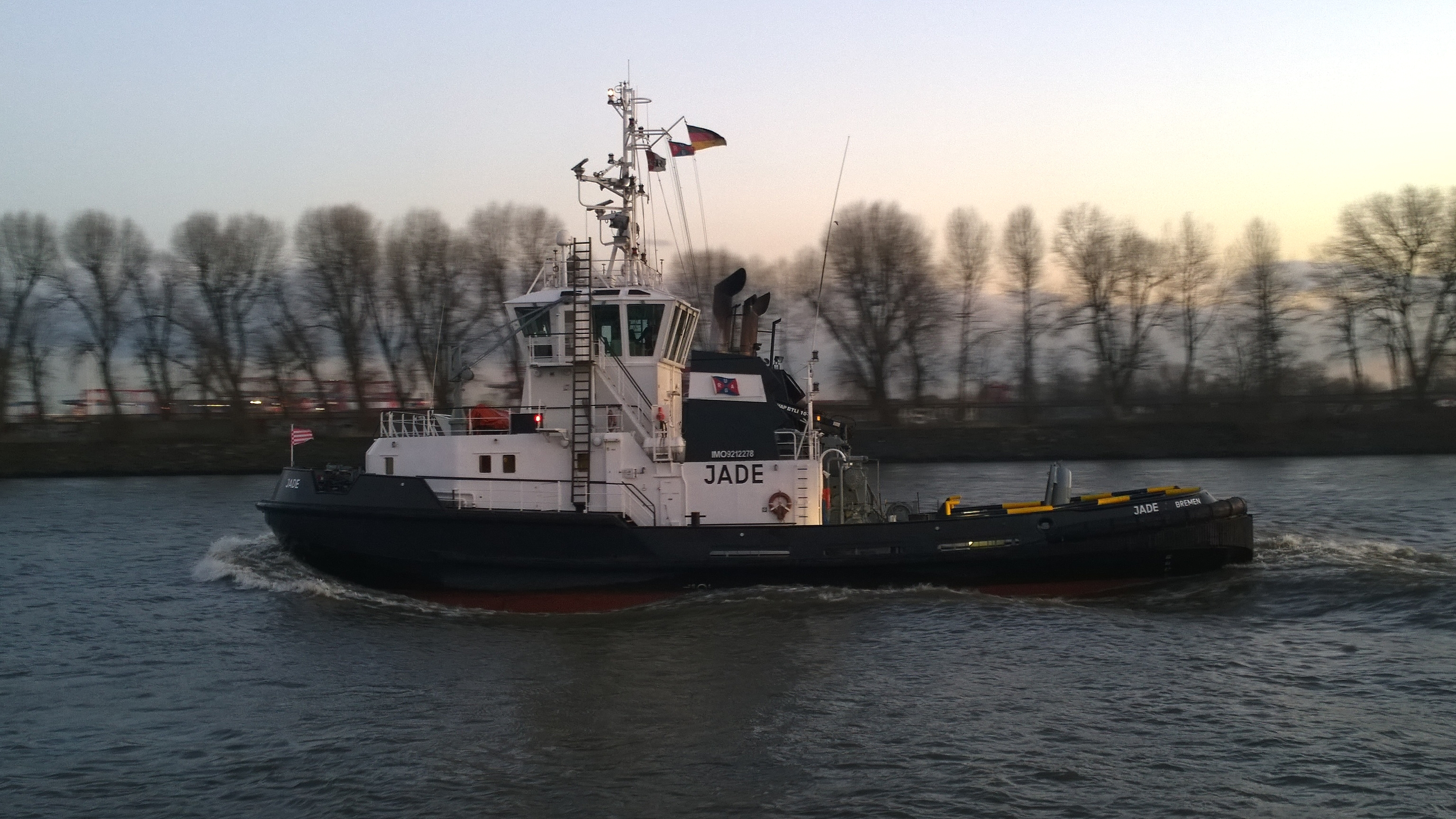
Jade
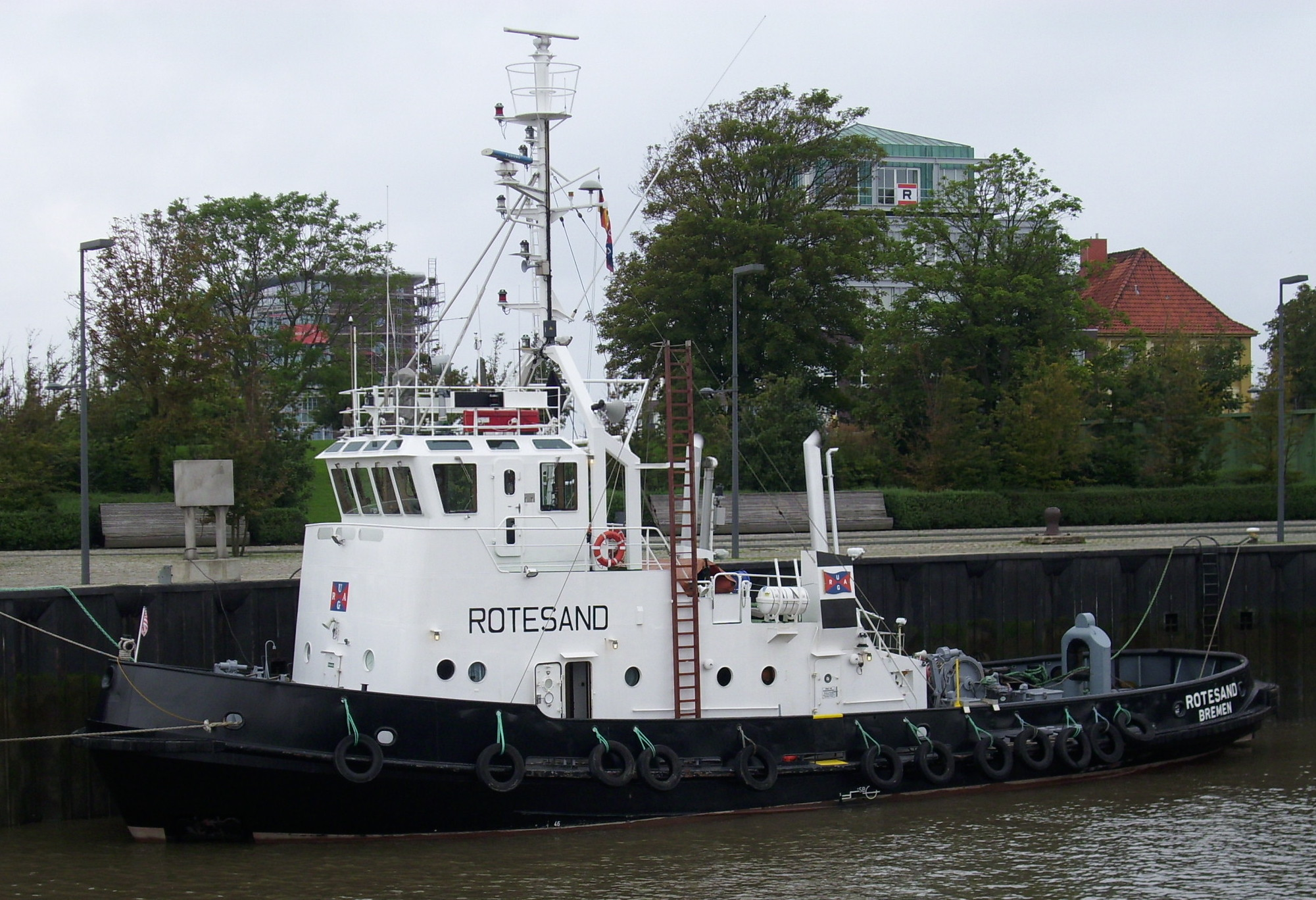
Rotesand
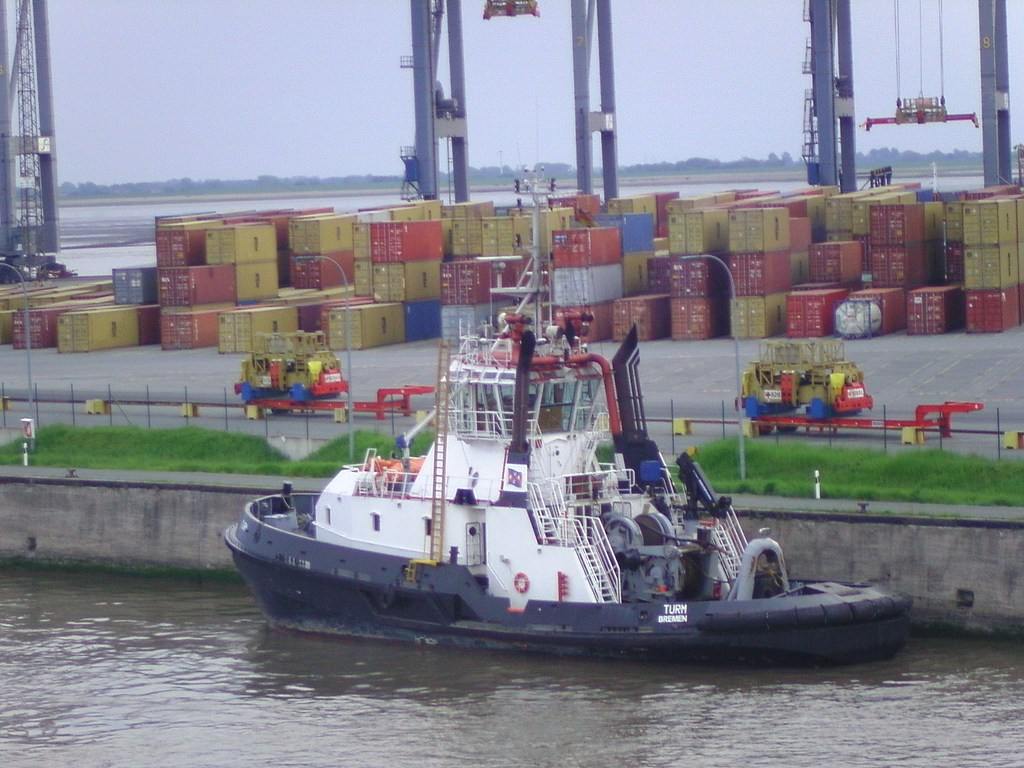
Turm
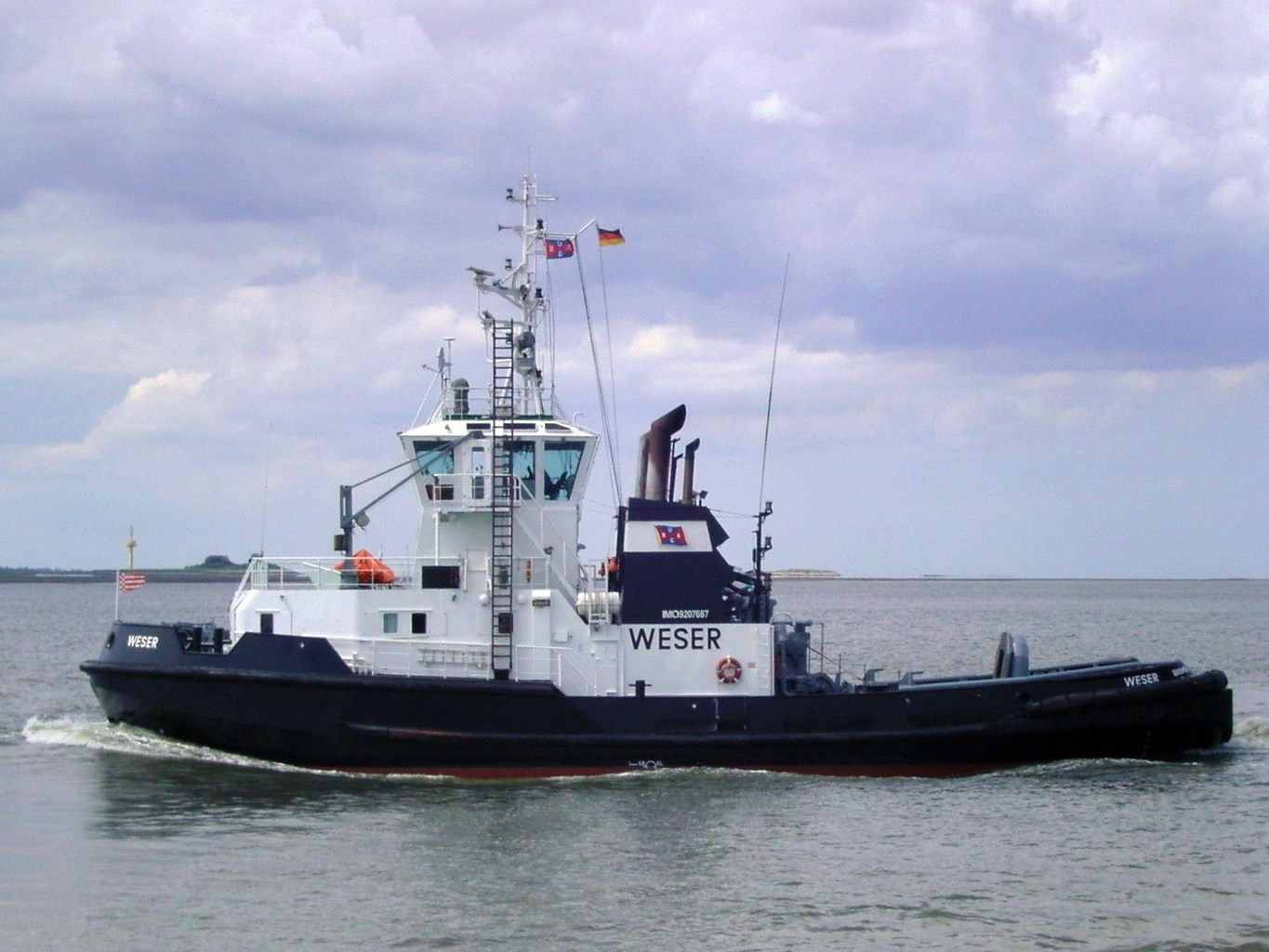
Weser
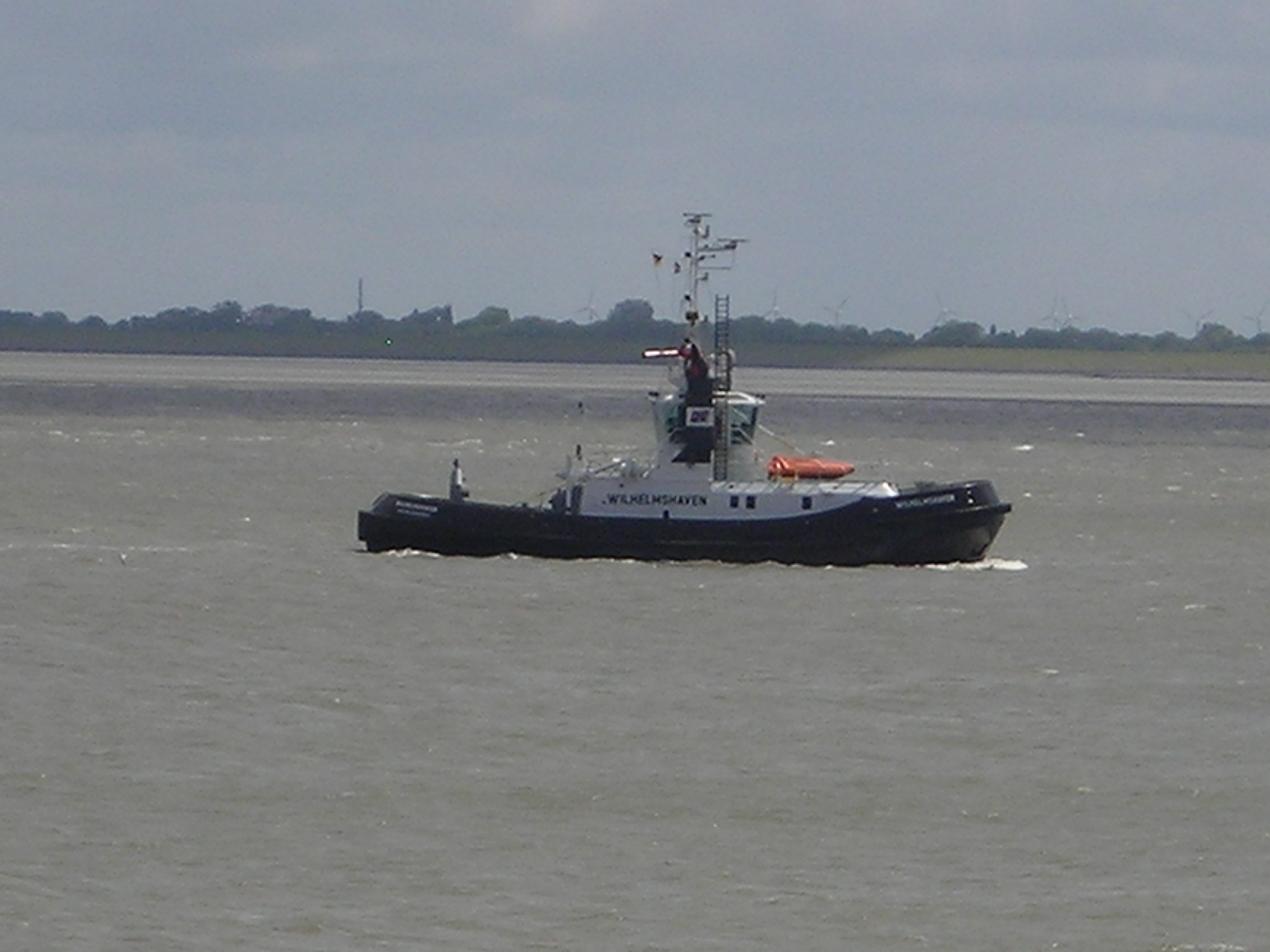
Wilhelmshaven